# Duitsland op het Eurovisiesongfestival 2006
Duitsland deed mee aan het Eurovisiesongfestival 2006 in Athene. Het was de 50ste deelname van het land op het Eurovisiesongfestival.

## Selectieprocedure
Net zoals het voorbije jaar koos men ook deze keer weer voor een nationale finale, Der deutsche Vorentscheid 2006 – 50 Jahre Grand Prix genaamd.
Deze werd gehouden op 9 maart en werd gehouden in Berlijn.
Drie artiesten namen deel aan deze finale en de winnaar werd bepaald door televoting.

| Volgorde | Lied                    | Artiest         | Punten  | Plaats |
| -------- | ----------------------- | --------------- | ------- | ------ |
| 1        | Songs That Live Forever | Thomas Anders   | 216,457 | 2de    |
| 2        | No No Never             | Texas Lightning | 365,361 | 1ste   |
| 3        | Don't Break My Heart    | Vicky Leandros  | 213,139 | 3de    |

## In Athene
In de finale van het Eurovisiesongfestival 2006 moest Duitsland optreden als 8ste, net na Malta en voor Denemarken. Op het einde van de stemming bleek dat ze op een gedeelde 14de plaats geëindigd waren met 36 punten.
Nederland en België hadden respectievelijk 3 en 1 punten over voor deze inzending.

### Gekregen punten
| 12 punten                                | 10 punten | 8 punten                                     | 7 punten      | 6 punten             |
| ---------------------------------------- | --------- | -------------------------------------------- | ------------- | -------------------- |
|                                          |           |                                              | - Zwitserland |                      |
| 5 punten                                 | 4 punten  | 3 punten                                     | 2 punten      | 1 punt               |
| - Albanië - Spanje - Verenigd Koninkrijk |           | - Denemarken - Ierland - Letland - Nederland |               | - België - Noorwegen |

### Gegeven punten

#### Halve Finale
Punten gegeven in de halve finale:
| 12 punten | Finland               |
| 10 punten | Bosnië en Herzegovina |
| 8 punten  | Turkije               |
| 7 punten  | Armenië               |
| 6 punten  | Polen                 |
| 5 punten  | Rusland               |
| 4 punten  | Zweden                |
| 3 punten  | Albanië               |
| 2 punten  | Cyprus                |
| 1 punt    | Litouwen              |

#### Finale
Punten gegeven in de finale:
| 12 punten | Turkije               |
| 10 punten | Finland               |
| 8 punten  | Griekenland           |
| 7 punten  | Bosnië en Herzegovina |
| 6 punten  | Rusland               |
| 5 punten  | Roemenië              |
| 4 punten  | Ierland               |
| 3 punten  | Armenië               |
| 2 punten  | Kroatië               |
| 1 punt    | Litouwen              |

1956 · 1957 · 1958 · 1959 · 1960 · 1961 · 1962 · 1963 · 1964 · 1965 · 1966 · 1967 · 1968 · 1969 · 1970 · 1971 · 1972 · 1973 · 1974 · 1975 · 1976 · 1977 · 1978 · 1979 · 1980 · 1981 · 1982 · 1983 · 1984 · 1985 · 1986 · 1987 · 1988 · 1989 · 1990 · 1991 · 1992 · 1993 · 1994 · 1995 · 1996 · 1997 · 1998 · 1999 · 2000 · 2001 · 2002 · 2003 · 2004 · 2005 · 2006 · 2007 · 2008 · 2009 · 2010 · 2011 · 2012 · 2013 · 2014 · 2015 · 2016 · 2017 · 2018 · 2019 · 2020 · 2021 · 2022 · 2023 · 2024 · 2025